# Ba ba Châu Phi
Ba ba châu Phi hay ba ba sông Nile (danh pháp hai phần: Trionyx triunguis) là một loài rùa lớn nước ngọt và nước lợ, sống ở Châu Phi (có mặt ở phần lớn Đông, Tây và Trung Phi) và Cận Đông (Israel, Liban, Syria và Thổ Nhĩ Kỳ). Đây là loài duy nhất còn tồn tại của chi Trionyx. Trong quá khứ nhiều loài ba ba khác cũng được đặt trong chi này, nhưng hiện nay đã được chuyển sang chi khác. Mặc dù có tên là "ba ba châu Phi" nhưng Trionyx triunguis và Trionyx cũng không phải là loài hoặc chi ba ba duy nhất ở châu Phi (các chi Cyclanorbis và Cycloderma cũng ở châu Phi).

## Hình ảnh

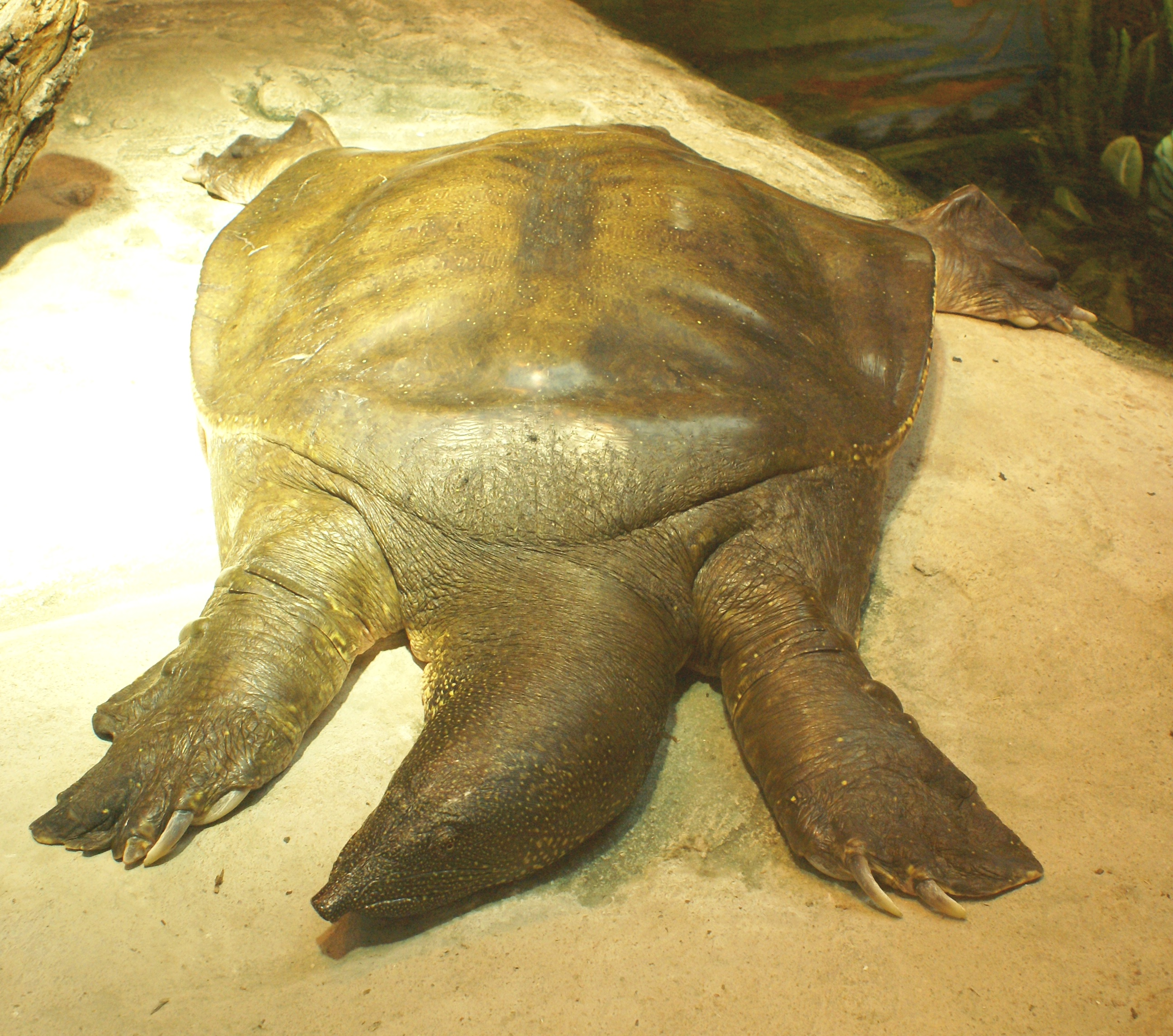
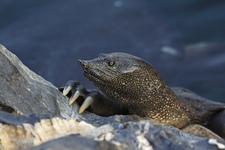
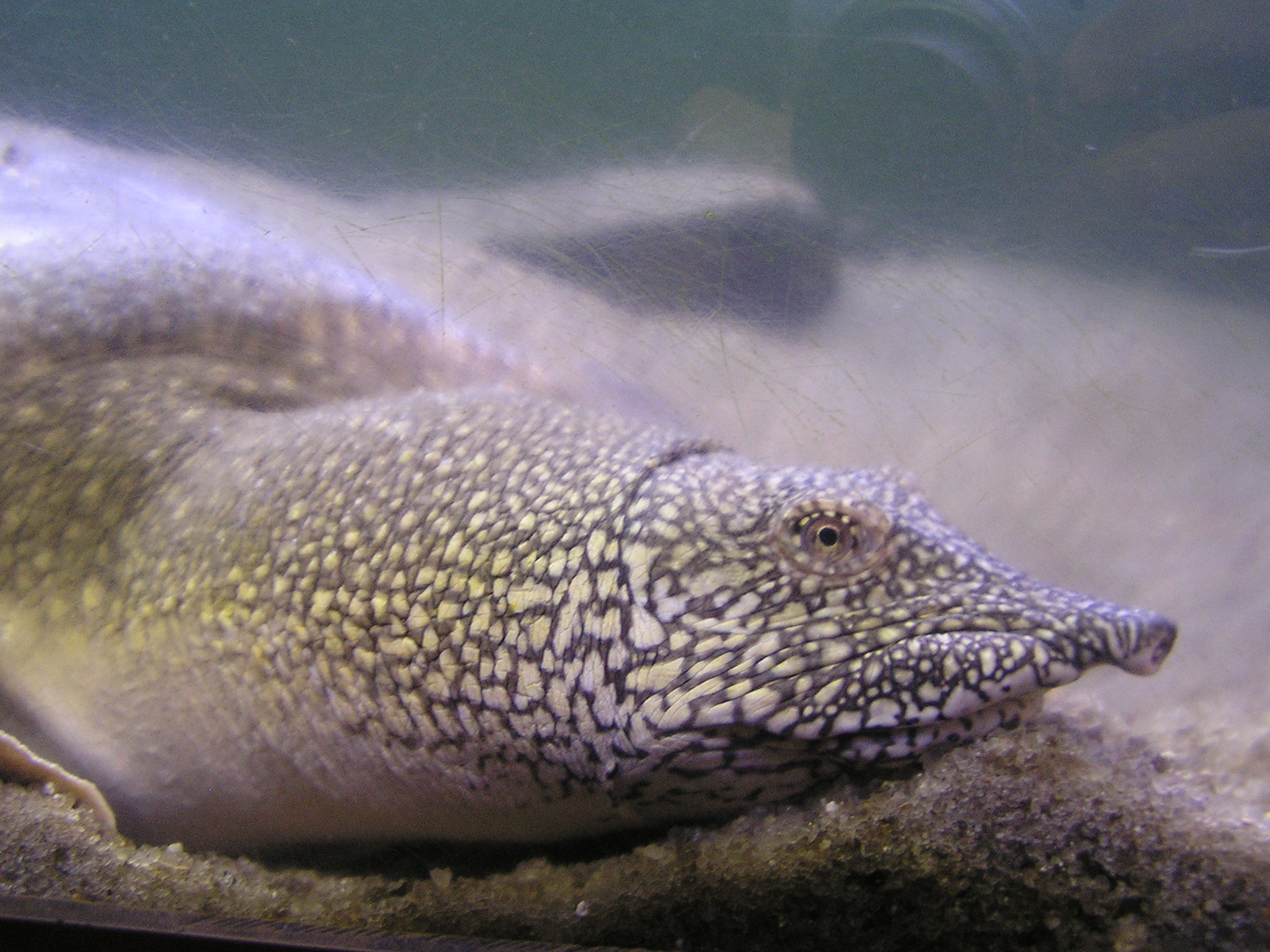
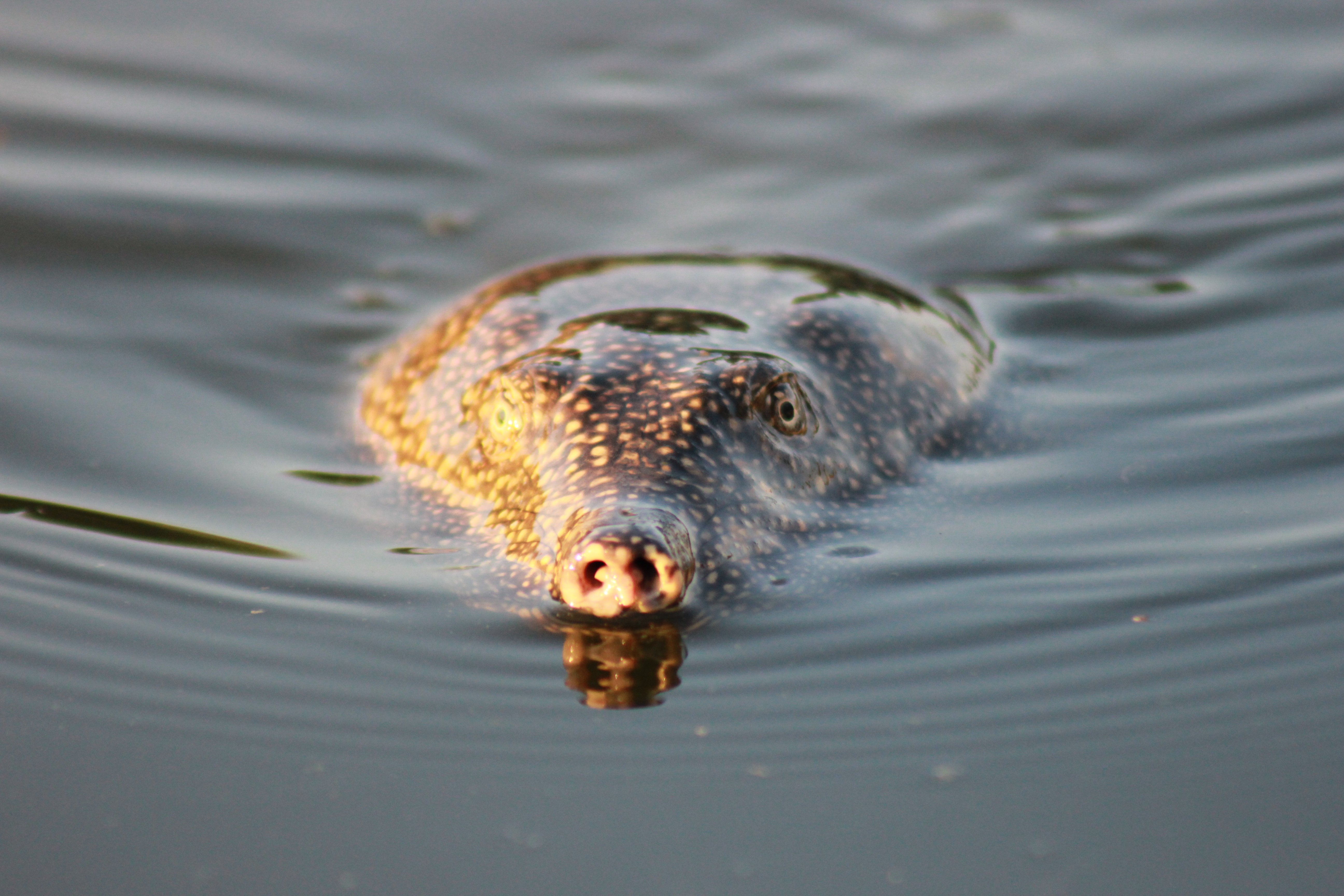
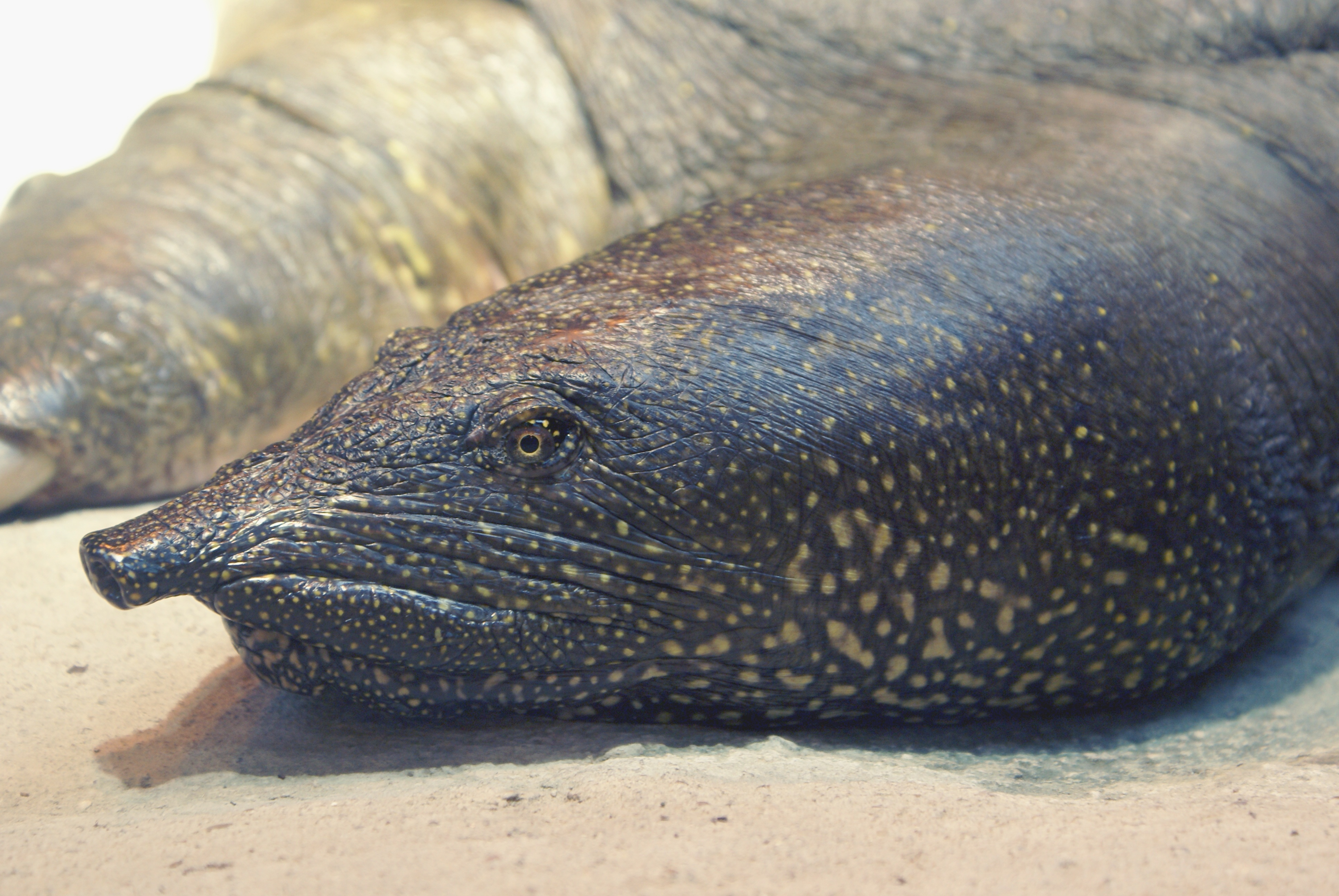